# Трачикувна, Янина
Янина Трачикувна (пол. Janina Traczykówna, 16 мая 1930 — 22 января 2022) — польская актриса театра, кино и телевидения.

## Биография
Янина Трачикувна родилась 16 мая 1930 года во Влодаве. Актёрское образование получила в Государственной высшей театральной школе (теперь Театральная академия им. А. Зельверовича) в Варшаве, которую окончила в 1953 году. Дебютировала в театре в 1953. Актриса театров в Щецине и Варшаве.
Её муж — актёр Витольд Скарух.
Умерла 22 января 2022 года.

## Избранная фильмография
- 1954 — Под фригийской звездой / Pod gwiazdą frygijską
- 1960 — Пиковый валет / Walet pikowy
- 1960 — Цена одного преступления / Historia współczesna
- 1964 — Барбара и Ян / Barbara i Jan
- 1969 — Новый / Nowy
- 1975 — Ночи и дни / Noce i dnie
- 1976 — Брюнет вечерней порой / Brunet wieczorową porą
- 1980 — Мишка / Miś
- 1991 — Пограничье в огне / Pogranicze w ogniu (только в 12-й серии)
- 2002 — День психа / Dzień świra

## Признание
- 1978 — Кавалерский крест Ордена Возрождения Польши.